# Ghiacciaio Zalewski
Il ghiacciaio Zalewski è un ghiacciaio situato sull'Isola di re Giorgio, nelle Isole Shetland Meridionali, a nord del termine della Penisola Antartica. Il ghiacciaio si trova in particolare nella parte occidentale della costa meridionale dell'isola, dove fluisce verso nord-est, lungo il versante settentrionale del duomo Varsavia, fino a entrare nella cala di Goulden, nella parte orientale dell'insenatura di Ezcurra, tra punta Scalpel, a nord, e le scogliere Platt, a sud.

## Storia
Il ghiacciaio Zalewski è stato mappato durante la spedizione francese in Antartide svoltasi dal 1908 al 1910 al comando di Jean-Baptiste Charcot, ed è stato così battezzato dai partecipanti a una spedizione polacca di ricerca effettuata nel 1980, in onore del geofisico polacco Seweryn Maciej Zalweski, capo della spedizione polacca che visitò l'Antartide nella stagione 1977-78.